# Nær himlen, nær jorden
Nær himlen, nær jorden er en dansk film fra 1968 instrueret af Ole John og Jørgen Leth.

## Handling
Filmen er optaget blandt europæiske og amerikanske hippier i Nepal i efteråret 1967. Ved at iagttage hippiernes selvvalgte livsform uden for samfundet i lys af riter og ceremonier, der er fortrolig hverdag i Nepal, ved at betragte hippiebevægelsen ikke som et kulturelt modelune, men som en religion, tegner filmen et signalement af hippierne: "Det er nødvendigt, at vi er her. For at meditere. For at bede. Således kan vi forvandle atombomben til en blomst".